# Малярчук Наталія Віталіївна
Ната́лія Віта́ліївна Малярчук (нар. 24 квітня 1963, Краснодар, Росія) — українська художниця, майстриня петриківського розпису.

## Життєпис
З 1968 року мешкає у Львові.

## Творчість
Петриківського розпису навчалася в київської художниці Юлії Рожкової та відомої петриківської майстрині Галини Назаренко.
Малює на різноманітних матеріалах: папері, склі, дереві, шкірі. Крім того, розписує текстиль, шкіряні вироби, скляний посуд та інтер'єри (церква св. Пантелеймона у Львові, дитячий реабілітаційний центр «Джерело», житло).
Окрім традиційних петриківських тем, художниця використовує у творчості слов'янську символіку та теми з української історії. У 2014 році започаткувала серію з 11 картин, присвячену слов'янським символам-оберегам. У 2014 році створила декілька картин на майданівську тематику, де палаючі бочки, шини поєднані з візерунками та символами петриківського розпису.
Виставки
Персональні — Львів 2011 (галерея «Мамина світлиця»),
- Львів 2013 (етнографічний музей),
- Львів 2013 (Французький альянс),
- Городок 2013 (Краєзнавчий музей),
- Яворів 2014 (музей «Яворівщина»),
- Бортятин (музей-садиба родини Антоничів).
- Тернопіль 2013 (Український дім «Перемога») — разом з К. Малярчуком,.
- Проект «Петриківка-душа України» 2014 — Грузія (Тбілісі, Батумі),
- 2014 — Україна (Чернігів).
- 2015 — Україна (Київ).

Роботи
- Алатир або Хрест Сварога – символ допомоги у створенні сім'ї, продовженні роду. Один з найпотужніших оберегів.Зоря — символ космічного Закону кругообігу, психічного захисту людини. Один з найсильніших оберегів.
- Духобор — релігійний символ першопочаткового внутрішнього Вогню Життя, який винищує хвороби тілесні і хвороби Духу і Душі.
- Щит Перуна — захисний символ, оберіг від ворогів і боргів.
- Знак Велеса — оберіг бізнесу і торгівлі.
- Лада — жіночий оберіг.
- Ладинець або Хрест Лади — символ Любові, Гармонії і Щастя в сім'ї. Як оберіг носили в основному дівчата, щоб мати захист від «дурного ока».
- Колядник — символ перемоги Світла на темрявою і Світлого Дня над Ніччю. Чоловічий оберіг, що дає сили у творчій праці і в битві з ворогами.
- Дажбог — символ дарує людське щастя, благо, добро, багатство і захист від темних сил.
- Сваор — символізує нескінченний, постійний Небесний Рух, знак добробуту і щастя.
- Велесовник — оберіг подорожніх, мисливців і рибалок[2].